# Mihail Ljermontov
Mihail Jurjevič Ljermontov (rus. Михаил Юрьевич Лермонтов, Moskva, 2. listopada 1814. – Pjatigorsk, 27. srpnja 1841.), ruski pjesnik.
Rođen i odrastao u Moskvi, Ljermontov je napustio moskovsko sveučilište i stupio u gardijsku vojnu akademiju u Petrogradu. Potresen Puškinovom smrću napisao je pjesmu "Smrt pjesnika", zbog koje je uhićen i po carevoj naredbi premješten na Kavkaz. Pomilovan je, ali zbog dvoboja sa sinom francuskog zastupnika ponovno je premješten na Kavkaz. Nije se uspio osloboditi vojne službe i posvetiti isključivo književnom radu. Godine 1841., došavši u sukob s kolegom iz vojne škole, časnikom Martinovom, ubijen je u dvoboju, u dobi od 26 godina.
Kao romantik pjevao je o ljudima snažnih strasti, o proslavljenim junacima i ruskoj prošlosti. Osuđuje društvo kakvo poznaje te slavi poštenje i snažne karaktere. U romanu "Junak našeg doba" prikazuje zatvoren krug plemićkog društva, junaka čiji je "portret sastavljen od poroka sveg našeg pokoljenja".  
Važnija djela su mu "Boardino", "Jedro", "Domovina", "Demon", "I dosadno i tužno".  

## Vanjske poveznice
- Izabrane pjesme - Mihail Jurjevič Ljermontov